# Pyrenees Highway
Der Pyrenees Highway ist eine Fernstraße im Westen des australischen Bundesstaates Victoria. Er verbindet den Calder Freeway in Elphinstone mit dem Glenelg Highway in Glenthompson.

## Verlauf
In Elphinstone, ca. 43 km südlich von Bendigo, zweigt der Pyrenees Highway nach Nordwesten vom Calder Freeway (M79) ab und erreicht nach 13 km Castlemaine und den Midland Highway (A300). Von dort führt er nach Westen über Maryborough nach Avoca, wo er den Sunraysia Highway (B220) kreuzt.
Von Avoca zieht der Highway nach West-Südwesten und kreuzt bei Ararat den Western Highway (NA8). Ararat verlässt er nach Süden und biegt bei Maroona nach Süd-Südwesten ab, wo er in Glenthompson, ca. 46 km östlich von Hamilton, am Glenelg Highway (B160) endet.

## Geschichte
Bis 1911 hieß die Fernstraße Elizabeth Highway.